# آغزون
آغْزُونُ، قرية تاريخيَّة من قرى بُخارى. من أعلامها أبو عبد الله عبد الواحد بن محمد بن عبد الله بن أيمن بن عبد الله بن مُرَّة بن الأحنف بن قيس التميمي الآغزوني.

### فهرس المنشورات
1. ↑  الحموي (1977)، ج. 1، ص. 54.

### معلومات المنشورات كاملة
الكتب مرتبة حسب تاريخ النشر
- ياقوت الحموي (1977)، معجم البلدان (ط. 1)، بيروت: دار صادر، OCLC:1014032934، QID:Q114913343